# Kyphosus pacificus
Kyphosus pacificus és una espècie de peix pertanyent a la família dels kifòsids.

## Descripció
- Pot arribar a fer 45 cm de llargària màxima.
- Boca terminal.
- Aleta pectoral llarga i amb 18-20 radis tous.[5][6]

## Hàbitat
És un peix marí, associat als esculls i de clima subtropical.

## Distribució geogràfica
Es troba al Pacífic occidental central: Austràlia, les illes Cook, la Polinèsia Francesa, les illes Hawaii, el Japó (incloent-hi les illes Ogasawara i Ryukyu), les illes Marqueses, la Micronèsia, les illes Pitcairn, Tahití, l'atol Johnston i les illes Wake.

## Observacions
És inofensiu per als humans.